# Хаджі (паломник)
Хаджі́ (пушту حاجی, перс. حاجی, босн. Hadžija, курд. Hecî, тур. Hacı, хауса Alhaji — паломник) — почесна назва, дана мусульманину, який успішно завершив обряд хаджу в Мекку. Звання зазвичай ставиться перед ім'ям (наприклад: Хаджі-Мурат, Хаджі-Рамазан), хоча бувають випадки, коли звання ставиться після імені (Ахмад-хаджі, Мухаммад-хаджі). З часом звання перейшло в розряд особистих імен (Хаджі, Гаджи, Гаджі) і прізвищ (Гаджієв). Жінки, які здійснюють хадж називають хаджжа або аль-хаджжа (араб. الحجّي).
В арабських країнах ходжа є зверненням до літньої людини, незалежно від того, зробила ця людина паломництво чи ні. У балканських країнах, які колись були під османським пануванням, терміном «хаджі» називають християнина, який їздив до Єрусалима і у Святу Землю.